# The Working Girls
Pour plus de détails, voir Fiche technique et Distribution.
The Working Girls est un film américain réalisé par Stephanie Rothman, sorti en 1974.

## Fiche technique
- Titre français : The Working Girls
- Réalisation et scénario : Stephanie Rothman
- Costumes : Gwyn Ruutz-Rees
- Photographie : Daniel Lacambre
- Montage : John A. O'Connor
- Musique : Michael Andres
- Pays d'origine : États-Unis
- Format : Couleurs - 35 mm - 1,85:1 - Mono
- Genre : comédie
- Durée : 81 minutes
- Date de sortie :
  - États-Unis : octobre 1974

## Distribution
- Sarah Kennedy : Honey
- Laurie Rose (en) : Denise
- Mark Thomas : Nick
- Lynne Guthrie : Jill
- Ken Del Conte : Mike
- Solomon Sturges : Vernon
- Eugene Elman : Sidney
- Mary Beth Hughes : Mrs. Borden
- Lou Tiano : Lou
- Cassandra Peterson : Katya
- Bob Schott : Roger